# بهنام تشکر
بهنام تشکر (زادهٔ ۴ بهمن ۱۳۵۵)، بازیگر، مجری و صداپیشهٔ ایرانی است. تشکر حرفهٔ بازیگری را در سال ۱۳۷۵ و از تئاتر شروع کرد.
او با بازی در نقش «نیما افشار» در مجموعه تلویزیونی ساختمان پزشکان به شهرت رسید. از دیگر نقش‌های موفق وی، بازی در مجموعه‌های تلویزیونی دزد و پلیس و دودکش است.

## فیلم‌شناسی

### سینما
| سال       | نام فیلم          | نقش          | کارگردان           |
| --------- | ----------------- | ------------ | ------------------ |
| ۱۴۰۳      | موسی کلیم‌الله     | فرعون        | ابراهیم حاتمی‌کیا   |
| ۱۴۰۲      | گمشده             | خسرو         | مریم برزگر         |
| ۱۴۰۲      | پرویز خان         |              | علی ثقفی           |
| ۱۴۰۲      | آپارات‌چی          |              | علی طاهرفر         |
| ۱۴۰۲      | بهشت تبهکاران     | قاضی دادگاه  | مسعود جعفری جوزانی |
| ۱۳۹۷      | زندانی‌ها          | بیژن         | مسعود ده‌نمکی       |
| ۱۳۹۶      | جشن دلتنگی        | رضا          | پوریا آذربایجانی   |
| ۱۳۹۵      | اعترافات          | اکران نشده   | آرش سنجابی         |
| ۹۵–۱۳۹۴   | بازدم             | اکران نشده   | آرش سنجابی         |
| ۱۳۹۴      | لاک قرمز          | ارسلان       | سید جمال سیدحاتمی  |
| ۱۳۹۱      | رستاخیز           | حصین بن تمیم | احمدرضا درویش      |
| ۱۳۹۰      | بچگیتو فراموش نکن | امیر حامدی   | جلال فاطمی         |
| ۱۳۹۰      | استرداد           | سپهبد زاهدی  | علی غفاری          |
| ۱۳۹۰–۱۳۸۹ | به امید دیدار     |              | محمد رسول‌اف        |
| ۱۳۸۸      | زیر آب            |              | سپیده فارسی        |

#### فیلم کوتاه
- ۸۳–۱۳۸۲: اتو استاپ (ناصر صفاریان)[۳]
- ۱۳۹۰: و پیشتر… باران همه چیز را شسته بود

### تلویزیون
| سال       | سریال                   | سمت     | نقش                        | کارگردان                                      | توضیحات                                                                                 |
| --------- | ----------------------- | ------- | -------------------------- | --------------------------------------------- | --------------------------------------------------------------------------------------- |
| ۱۴۰۵–۱۴۰۴ | دودکش ۳                 | بازیگر  | نصرت سوزن چیان             | برزو نیک‌نژاد                                  | شبکه ۱                                                                                  |
| ۱۴۰۳      | سوجان                   | بازیگر  | سرهنگ فرزاد منفرد          | حسین تبریزی                                   | شبکه ۱                                                                                  |
| ۱۴۰۳      | مهیار عیار              | بازیگر  | مقصود بیگ                  | سید جمال سید حاتمی                            | شبکه ۳                                                                                  |
| ۱۴۰۲      | مستوران ۲               | بازیگر  | نوذر                       | سید علی هاشمی                                 | شبکه ۱                                                                                  |
| ۱۴۰۲      | نیکان                   | بازیگر  | مسعود فخاری                | علی سراهنگ                                    | شبکه ۳                                                                                  |
| ۱۴۰۰      | دودکش ۲                 | بازیگر  | نصرت سوزنچیان              | برزو نیک‌نژاد                                  | شبکه ۱                                                                                  |
| ۱۴۰۰      | هم‌بازی                  | بازیگر  | سهراب                      | سروش محمدزاده                                 | شبکه ۲                                                                                  |
| ۱۳۹۹      | با خانمان               | بازیگر  | کاوه آراسته                | برزو نیک‌نژاد                                  | شبکه ۳                                                                                  |
| ۱۳۹۹      | بوم و بانو              | بازیگر  | سرهنگ سپنتا                | سعید سلطانی                                   | شبکه ۲                                                                                  |
| ۱۳۹۸      | سرگذشت                  | بازیگر  | رضا                        | سید جمال سید حاتمی                            | شبکه ۱                                                                                  |
| ۱۳۹۸      | وارش                    | بازیگر  | تراب لوتکابان              | احمد کاوری                                    | شبکه ۳                                                                                  |
| ۱۳۹۸      | شهروند و مافیا          | مجری    | گرداننده بازی (بهنام تشکر) | محمد رجایی                                    | شبکه سلامت این مسابقه تلویزیونی در ابتدا «مافیا» نام داشت که او فصل اول آن را اجرا کرد. |
| ۱۳۹۷      | رنج پنهان               | بازیگر  | خسرو مهران                 | بیژن میرباقری                                 | شبکه یک                                                                                 |
| ۱۳۹۶      | گمشدگان                 | بازیگر  | منصور قادری                | رضا کریمی                                     | شبکه۲                                                                                   |
| ۱۳۹۶      | لیسانسه‌ها ۲             | بازیگر  | فرید رحیمی (پلیس)          | سروش صحت                                      | شبکه ۳                                                                                  |
| ۱۳۹۵      | لیسانسه‌ها               | بازیگر  | فرید رحیمی (پلیس)          | سروش صحت                                      | شبکه ۳                                                                                  |
| ۱۳۹۵      | پادری                   | بازیگر  | نصرت سوزنچیان              | محمدحسین لطیفی                                | شبکه ۱                                                                                  |
| ۱۳۹۴      | بین خودمون بمونه        | بازیگر  | تورج تابناک                | علی عطشانی                                    | شبکه ۲                                                                                  |
| ۱۳۹۳      | تله‌فیلم «فرید»          | بازیگر  | فرید بهاری                 | مهرداد خوشبخت                                 | شبکه ۱ این فیلم در آغاز، «فرید بهاری» نام داشت.                                         |
| ۱۳۹۲–۱۳۹۳ | هفت‌سنگ                  | بازیگر  | روزبه ذبیه لاری            | علی‌رضا بذرافشان                               | شبکه ۳                                                                                  |
| ۱۳۹۲      | پژمان                   | صداپیشه | دکتر روان‌شناس              | سروش صحت                                      | شبکه ۳ / صدای دکتر روان‌شناس                                                             |
| ۱۳۹۲      | دودکش ۱                 | بازیگر  | نصرت سوزنچیان              | محمدحسین لطیفی                                | شبکه ۱                                                                                  |
| ۱۳۹۱      | تاکسی پلیس              | بازیگر  | یاسر                       | سعید عالم‌زاده                                 | این سریال قبلاً در قالب یک تله فیلم تک قسمتی از تلویزیون پخش شده بود.                    |
| ۱۳۹۱      | دزد و پلیس              | بازیگر  | ناصر کاظمی/امیر فرازمند    | سعید آقاخانی                                  | شبکه ۳                                                                                  |
| ۱۳۹۰      | تله‌فیلم «پاپوش»         | بازیگر  | حمید کیوان                 | منوچهر هادی                                   | شبکه ۲                                                                                  |
| ۱۳۸۹–۱۳۹۰ | ساختمان پزشکان          | بازیگر  | نیما افشار                 | سروش صحت                                      | شبکه ۳                                                                                  |
| ۱۳۸۹      | تله‌فیلم «حبیب»          | بازیگر  |                            | داریوش یاری                                   | شبکه ۱                                                                                  |
| ۱۳۸۸      | تله تئاتر «عشق و نیستی» | بازیگر  |                            | هادی مرزبان کارگردان تلویزیونی: «مسعود فروتن» | شبکه ۴                                                                                  |
| ۱۳۸۳–۱۳۸۸ | مختارنامه               | بازیگر  | مترسک گردان                | داود میرباقری                                 | در سال۱۳۹۰ از شبکه ۱ پخش شد.                                                            |
| ۱۳۸۵      | تا صبح                  | بازیگر  | دادستان                    | محمدعلی باشه آهنگر مجید جوانمرد               | شبکه ۵                                                                                  |
| ۱۳۸۴      | مثل همیشه               | بازیگر  |                            | سید وحید حسینی                                |                                                                                         |
| ۱۳۸۴      | عصای پیری               | بازیگر  |                            | شاپور قریب                                    | شبکه ۳                                                                                  |
| ۱۳۸۳–۱۳۸۴ | مروارید سرخ             | بازیگر  |                            | شاپور قریب مسعود رسام                         | نام پیشنهادی ابتدایی «بادبان‌ها» شبکه تهران                                              |

### شبکهٔ نمایش خانگی
| سال       | نام مجموعه               | نقش                | سمت        | کارگردان        |
| --------- | ------------------------ | ------------------ | ---------- | --------------- |
| ۱۴۰۴      | اجل معلق                 | شبطان              | بازیگر     |                 |
| ۱۴۰۳      | گردن زنی                 | داوود              | بازیگر     | سامان سالور     |
| ۱۴۰۲      | اسکار                    | بهنام تشکر         | شرکت کننده | مهران مدیری     |
| ۱۴۰۲      | زودیاک                   | بهنام تشکر         | شرکت کننده | محمدرضا رضاییان |
| ۱۴۰۲      | ضد                       | بهنام تشکر         | شرکت کننده | سعید ابوطالب    |
| ۱۴۰۲      | مگه تموم عمر چندتا بهاره | دکتر نیما افشار    | بازیگر     | سروش صحت        |
| ۱۴۰۲      | ناتو                     | بهنام تشکر         | شرکت کننده | مهدی صفی‌یاری    |
| ۱۴۰۱      | ارتش سری                 | بهنام تشکر         | شرکت کننده | سعید ابوطالب    |
| ۱۴۰۱      | پدر خوانده ۱             | بهنام تشکر         | شرکت کننده | سعید ابوطالب    |
| ۱۴۰۱      | معرکه                    | بهنام تشکر         | مجری       | کیوان تاج فر    |
| ۱۴۰۱      | آنتن                     | محمود معتمدی       | بازیگر     | ابراهیم عامریان |
| ۱۴۰۰      | جزیره                    | رضا                | بازیگر     | سیروس مقدم      |
| ۱۴۰۰      | جوکر                     | بهنام تشکر         | شرکت کننده | احسان علیخانی   |
| ۱۴۰۰      | دراکولا                  | آقای موفق (وکیل)   | بازیگر     | مهران مدیری     |
| ۱۳۹۹      | شام ایرانی               | بهنام تشکر         | شرکت کننده | سعید ابوطالب    |
| ۱۳۹۹      | شب‌های مافیا              | بهنام تشکر         | شرکت کننده | سعید ابوطالب    |
| ۱۳۹۶–۱۳۹۷ | ساخت ایران ۲             | دکتر کوروش افشارجم | بازیگر     | برزو نیک‌نژاد    |
| ۱۳۹۳      | ابله                     | آقابزرگ (لیلاسفته) | بازیگر     | کمال تبریزی     |
| ۱۳۹۲      | یه شام خوب               |                    | بازیگر     | مهدی مظلومی     |
| ۱۳۹۰      | ساخت ایران               | دکتر کوروش افشارجم | بازیگر     | محمدحسین لطیفی  |

## صداپیشگی
- ۲ سال گویندگی در مؤسسه قرن بیست و یک (۱۳۸۵–۱۳۸۳) به مدیریت نصرالله مدقالچی
  - دوبلهٔ بیش از ۷۰ فیلم سینمایی در مؤسسه قرن بیست و یک زیر نظر نصرالله مدقالچی
  - (دوبلهٔ فیلم‌های هری پاتر و جام آتش، پیامد مرگ، مأموریت در تایلند، ضربهٔ میمون و…)
  - (دوبلهٔ انیمیشن‌های شگفت انگیزان، اسمز جونز و…)
- گویندگی رادیو از سال ۱۳۸۷
- گویندگی در شبکه رادیویی تهران، استودیو صدای شهر
- گویندگی در شبکهٔ رادیو صدای آشنا (برنامه‌های قند پارسی، رنگ خدا، ویژه برنامهٔ دههٔ اول محرم)
- گویندگی در رادیو جوان (برنامه ویژه جشنواره تئاتر فجر، مثلث، بین خودمون باشه، آپارات و اینجا شب نیست)[۹]
- گویندگی برای مؤسسه فرهنگی و هنری پادان[۱۰]
- راوی کتاب ملکوت از بهرام صادقی و کارنامه سپنج (ادبار و آیینه و پای گلدسته امامزاده شعیب) از محمود دولت‌آبادی
- گویندگی در انجمن گویندگان جوان (گلوری انترتینمنت)[نیازمند منبع]

## جوایز و افتخارات
1. دریافت تندیس بهترین بازیگر تئاتر در سال ۱۳۹۴ از انجمن ملی منتقدان تئاتر ایران برای بازی در نمایش دختر یانکی به کارگردانی بهرام تشکر
2. دریافت تندیس بهترین بازیگر طنزِ تلویزیون در سال ۱۳۹۱ برای بازی در سریال ساختمان پزشکان
3. دریافت تندیس بهترین بازیگر برای نمایش ماه زدگان به کارگردانی بهرام تشکر در ششمین جشنواره سراسری ماه
4. رتبهٔ اول بازیگری برای نمایش هتل کالیفرنیا در چهارمین جشنوارهٔ نمایشنامه‌خوانی مولوی در سال ۱۳۸۷ به کارگردانی بهرام تشکر
5. رکورد پر فروش‌ترین تئاتر ایرانی در آمریکا برای نمایش «نشر اکاذیب به قصد تشویش اذهان عمومی»